# Vision (truyện tranh Marvel)
Vision là nhân vật siêu anh hùng hư cấu xuất hiện trong sách truyện tranh Mỹ, được xuất bản bởi Marvel Comics. Vision là một thực thể nhân tạo (android) và là thành viên của nhóm Avengers, xuất hiện lần đầu tiên trong The Avengers #57 (tháng 10 năm 1968). Nhân vật do Paul Bettany thủ vai, xuất hiện trong các bộ phim của Marvel Cinematic Universe  như Avengers: Age of Ultron (2015),  Captain America: Civil War (2016) và Avengers: Cuộc chiến vô cực (2018). Nhân vật dựa trên nhân vật cùng tên Vision thuộc Timely Comics.